# Vicariae potestatis in urbe
Vicariae potestatis in urbe („die Amtsgewalt des Stellvertreters [Christi] in der Stadt [Rom]“) ist eine apostolische Konstitution Papst Pauls VI., mit der er am 6. Januar 1977 Reformen in Bezug auf das Bischofsamt der Diözese Rom bekanntgab.

## Inhalt
Papst Paul VI. richtete seine Reformen an den Beschlüssen des Zweiten Vatikanischen Konzils und dem Konzilsdokument Lumen gentium aus und verwies auf die apostolische Konstitution Papst Pius’ X. Etsi nos vom 1. Januar 1912. Zugleich hebt er das Erfordernis einer Verteilung der Verantwortlichkeiten und kirchlichen Gerichtsbarkeiten in der ewigen Stadt hervor, in der sich eine große Zahl von Priestern, Religiosen und Laien aus der ganzen Welt aufhielten. Zugleich sei Rom auch die Hauptstadt eines modernen Staates.
In den nachfolgenden Abschnitten und Paragraphen des kurzen Dokuments werden die Reformmaßnahmen für das Bistum Rom im Einzelnen festgelegt:
- Festlegung der Leitlinien
- Strukturen des Bischofsstuhls von Rom, Einrichtung eines Generalsekretariats und Benennung von Verwaltungsbehörden
- Bestimmungen und Gliederung der Gerichtsbarkeiten des diözesanen Gerichts und eines regionalen Gerichts für die Region Latium
- Übergangsregelungen, Änderungsbestimmungen und Inkrafttreten